# Ilke Noyan
Ilke Noyan fou un general mongol al servei d'Hulagu. Rashid al-Din i Ibn al-Fuwatí l'anomenen Ilge o Ilka Noyan, mentre Bar Hebraeus l'anomena Köke-Ilge (Kukalakay).
Va dirigir l'expedició contra els mamelucs per ordre d'Hulagu, a finals del 1260. Encara que els historiadors mongols no ho esmenten i parlen d'una incursió a la zona d'Àlep (o fins i tot Damasc) seguida d'una retirada cap a Rum a l'arribada de Bàybars I, les fonts musulmanes esmenten la gran victòria mameluca a Homs (10 de desembre de 1260).
El seu fill Aq Buqa (Boka) Jalayr va ser l'ancestre de la dinastia jalayírida.